# Берлінгтон (Пенсільванія)
Берлінгтон (англ. Burlington) — місто (англ. borough) в США, в окрузі Бредфорд штату Пенсільванія. Населення — 144 особи (2020).

## Географія
Берлінгтон розташований за координатами 41°47′3″ пн. ш. 76°36′26″ зх. д. / 41.78417° пн. ш. 76.60722° зх. д. (41.784063, -76.607272).  За даними Бюро перепису населення США в 2010 році місто мало площу 1,55 км², з яких 1,51 км² — суходіл та 0,04 км² — водойми.

## Демографія
Згідно з переписом 2010 року, у селищі мешкало 156 осіб у 63 домогосподарствах у складі 43 родин. Густота населення становила 101 особа/км².  Було 70 помешкань (45/км²).
Расовий склад населення:
| - 97,4 % — білих |

До двох чи більше рас належало 1,9 %. Частка іспаномовних становила 1,3 % від усіх жителів.
За віковим діапазоном населення розподілялося таким чином: 28,8 % — особи молодші 18 років, 59,0 % — особи у віці 18—64 років, 12,2 % — особи у віці 65 років та старші. Медіана віку мешканця становила 39,0 року. На 100 осіб жіночої статі у селищі припадало 105,3 чоловіків;  на 100 жінок у віці від 18 років та старших — 91,4 чоловіків також старших 18 років.
Середній дохід на одне домашнє господарство  становив 55 752 долари США (медіана — 53 571), а середній дохід на одну сім'ю — 57 502 долари (медіана — 53 250). За межею бідності перебувало 3,4 % осіб, у тому числі 0,0 % дітей у віці до 18 років та 0,0 % осіб у віці 65 років та старших.
Цивільне працевлаштоване населення становило 68 осіб. Основні галузі зайнятості: виробництво — 27,9 %, транспорт — 20,6 %, освіта, охорона здоров'я та соціальна допомога — 19,1 %.